# Corticarina bicolor
Corticarina bicolor es una especie de coleóptero de la familia Latridiidae.

## Distribución geográfica
Habita en México.